# Хорунов, Виктор Фёдорович
Виктор Фёдорович Хорунов (12.08.1937 — 26.01.2016) — советский и украинский учёный в области сварки и пайки, доктор технических наук (1985), профессор (1993), член-корреспондент НАНУ (2006).
Родился в Кемерове.
В 1959 г. окончил Киевский политехнический институт (кафедра литейного производства).
Работал в Институте электросварки им. Е. О. Патона АН УССР (НАН Украины): инженер, младший и старший научный сотрудник, с 1987 г. заведующий отделом физико-химических процессов пайки.
Разработал составы порошковых проволок и создал способ механизированной дуговой сварки чугуна, результаты обобщены в кандидатской диссертации, защищённой в 1965 году:
- Исследование некоторых особенностей сварки серого чугуна порошковой проволокой : диссертация … кандидата технических наук с разд. паг. страниц : 05.00.00. — Киев, 1964. — 269 с. : ил.

Автор научных работ по исследованию процессов высокотемпературной и низкотемпературной пайки нержавеющих сталей различных классов. Описал структурные превращения в сплавах Ni-Mn-Si и Ni-Mn-Cu-Si в широком диапазоне концентраций.
Под его руководством разработан уникальный комплекс технологического процесса изготовления решетчатого руля ракет. Входящие в этот комплекс карусельные вакуумные печи обеспечивают высокую производительность пайки. Полученные результаты обобщены в докторской диссертации (1985).
За работу в области ракетостроения присуждена Государственная премия УССР в области науки и техники (1988).
Для пайки изделий из жаропрочных и никелевых сплавов использовал элементы IV и V групп таблицы Менделеева (Ti, Zr, Hf, Nb и др.).
Разработал реактивный флюс для пайки алюминия, не имевший аналогов.
Под его руководством осуществлён эксперимент по пайке разработанным им припоем на околоземной орбите (станция «Салют-7», космонавты Л. Кизим и В. Соловьев). В рамках международного проекта «Токомак» разработал припои и технологию пайки разнородных соединений дивертора установки термоядерного синтеза.
Заслуженный деятель науки и техники Украины (2004),  член- корреспондент НАНУ (2006). Лауреат премии имени  Е.О. Патона. Награждён медалью Е.О. Патона (2008).
Автор более 300 печатных работ, в том числе двух монографий и 60 авторских свидетельств и патентов.
Умер после тяжёлой продолжительной болезни.
Сочинения:
- Сварка и наплавка чугуна [Текст] / Ю. А. Стеренбоген, В. Ф. Хорунов, Ю. Я. Грецкий ; АН УССР. Ордена Трудового Красного Знамени ин-т электросварки им. Е. О. Патона. — Киев : Наукова думка, 1966. — 210, [5] с. : ил.; 21 см.